# سيجنا سيماي
يُعرف مهرجان عيد الجماعة (ويُترجم حرفيًا: "عيد الاجتماع") بأنه أحد أهم الأعياد في الديانة الإيزيدية، ويُقام سنويًا في الفترة ما بين 6 إلى 13 تشرين الأول، تكريمًا للشيخ عدي. يُعد هذا الوقت موسمًا مقدسًا للتواصل الروحي والاجتماعي، حيث يتوافد الإيزيديون من مختلف المناطق لأداء الحج السنوي إلى ضريح الشيخ عدي في لالش. ويتخلل أيام العيد العديد من الطقوس والاحتفالات الدينية والثقافية التي تعزز من تماسك المجتمع الإيزيدي وهويته.
يقوم الإيزيديون، إن أمكن، بأداء فريضة الحج إلى لالش مرة واحدة على الأقل في حياتهم، بينما يسعى من يسكنون قريبًا من المنطقة إلى المشاركة سنويًا في عيد الجماعة، الذي يُقام في تشرين الأول من كل عام.

## الوصف
يمتد المهرجان من 6 إلى 13 تشرين الأول، ويُعدّ من أهم المناسبات الدينية والاجتماعية في حياة الإيزيديين. ففيه يجتمع أفراد المجتمع بكافة أطيافهم، بما في ذلك زعماء القبائل وكبار الشخصيات الدينية، في مكان واحد. تتخلل أيام المهرجان طقوس واحتفالات خاصة تشمل المواكب، الوجبات الجماعية، العروض المسرحية، حفلات القيول، التضحيات الحيوانية، إضاءة الشموع، الرقصات التقليدية، العروض الموسيقية، الأسواق والألعاب. ويمثل أيضًا فرصة للشباب للّقاء والتعارف والمشاركة في أجواء الفرح.

### في الأيام الثلاثة الأولى من المهرجان، تُؤدى طقوس عامة مهمة مثل:
- موركيرين: وتعني "التعميد" أو "الغُسل الروحي"، وتُقام في نبع كاني سبي.
- سيلكيرين: "التحية المقدسة"، وتتم عند نبع زمزم، حيث يقوم الحجاج بغسل أيديهم ووجوههم، ويرشون ماء زمزم أثناء الصلاة مع ذكر أسماء الأقارب والأصدقاء ومن طلبوا الدعاء.[2]
- يصل الآلاف من الحجاج إلى جسر السيلات، الذي يرمز إلى الانتقال من الحياة الدنيوية إلى الحياة المقدسة. وهناك، يقومون بخلع أحذيتهم، وغسل أيديهم في النهر، وعبور الجسر ثلاث مرات وهم يحملون المشاعل وينشدون التراتيل، ثم يتوجهون إلى ضريح الشيخ عدي، حيث يطوفون حوله ثلاث مرات، يُقبّلون عتبة الباب، ويدخلون ليأخذوا أماكنهم حول شعلة مقدسة ذات خمسة فروع لمتابعة الرقصة المسائية.
- سيما ايفاري – الرقصة المسائية – تُؤدى كل ليلة خلال المهرجان. وفيها، يدور اثنا عشر رجلًا بلباس أبيض حول الشعلة المشتعلة التي تمثل الله والشمس، وهم ينشدون الترانيم ببطء وجلال، يرافقهم ثلاثة قوالين – وهم منشدو الأناشيد الدينية. كما يزور الحجاج الحجر الأبيض المقدس على قمة جبل عرفات المجاور، يطوفون حوله سبع مرات، يُقبّلونه احترامًا، ويقدمون المال لحارسه.

### اليوم الرابع: بيري سواركيرين (افتتاح بيري)
في اليوم الرابع (10 تشرين الأول)، تُقام طقوس تعميد وتبديل "البيرس"، وهي قطع من القماش الملون تُربط على قبور الأولياء في لالش وتُعرف باسم بيريس سيندروكين إكسا. خلال هذه الطقوس، تُستبدل البيري القديم بآخر جديد يتم تعميده بمياه نبع كانيا سپي للبركة. يُعتقد أن ألوان بيريس تمثل ألوان الطبيعة.
1. بيرييا إيزي.
2. بيرييا شيشيمس.
3. بيرييا شيخ فكسر.
4. بيرييا سيتيا إس.
5. بيريا شيكس أدي.
6. بيرييا شيخ حسن.
7. بيرييا شيخوبكر.

### اليوم الخامس: طقوس التضحية بالثور
المصدر:
أما في اليوم الخامس (11 تشرين الأول) فتُقام طقوس قباخ، وفيها تُذبح أضحية من الثيران في ضريح شيشمس، ملاك الشمس وعضو في الهيبتاد. خلال هذا اليوم، تحضر قبائل قايدي وتيريك وماموسي، ويرافقهم حامل الشمعدان ذي السبعة أضواء وحامل البخور. يتم نقل الثور من "غاي كوج" إلى المزار حيث يُذبح، ثم يُطهى لحمه ويُوزّع مع القمح المسلوق كطعام سماط (طعام ديني). ويُختتم اليوم بوضع غصن صغير من شجرة على العمائم، رمزًا للخُضرة ونمو القمح في الربيع بفضل هذه الأضحية الطقسية.

### اليوم السادس: بيري شيباكي (عرش الشباك)
في اليوم السادس (12 تشرين الأول) تُقام طقوس بيري شيباكي، وهو ما يُعرف بـ "عرش إيزيد". يتكون من شبكة نحاسية مربعة الشكل تحوي 81 حلقة متصلة، وتُثبّت على هيكل خشبي. يُحفظ هذا العرش في بهزاني، ويُنقل خصيصًا إلى لالش لهذا اليوم. يحضر هذه المراسم الأمير، بابا شيخ، حاشيته، والقوالون الذين ينشدون قوولي تكستا (تراتيل العروش). بعد حمله إلى بركة كيوتل/كيلوك وتعميده، يُعاد إلى ضريح الشيخ عدي.

### اليوم السابع
في اليوم السابع والأخير من المهرجان، تُقام طقوس عامة أخرى مشابهة لتلك التي تُؤدى خلال الحج في الأوقات العادية. يؤدي الحجاج الرقصة الدينية (الرقصة أمام كانيا سبî)، وذلك أمام النبع الأبيض المقدس. كما يقوم الحجاج بحمل بعض من مياه كاني سبي وزمزم إلى منازلهم للتبرك بها بعد انتهاء المهرجان.

## الأصول
يُلاحظ أن هذا المهرجان يتوافق مع عيد مهراجان الإيراني القديم، الذي كان يتضمن أيضًا التضحية بالحيوانات. وتُعد التضحية بالثور من الطقوس الأساسية في المهرجان، والتي تشبه التقاليد الإيرانية القديمة حيث كانت تُذبح الثيران أمام الشيخ شمس، الذي يُعد كائنًا شمسيًا ويشترك مع الإله الشمسي الإيراني القديم "ميثرا" في العديد من السمات المشتركة. كان ميثرا يُصور في الأساطير وهو يقتل الثور، وكان له مهرجان خاص يُحتفل به في نفس الموسم تكريماً له.
وفيما يتعلق بالعلاقة بين المهرجان الإيزيدي والميثراوية، حاول الباحث في الدراسات الإيزيدية آرثر رودزيفيتش دحض الفكرة السائدة، التي تقول إن مهرجان الإيزيديين مرتبط بالميثراية. وقد اعتبر أن هذا التفسير مبالغ فيه، ولم يكن مدعومًا بشكل كافٍ، بالإضافة إلى وجود دوافع سياسية وراء تكرار هذا الادعاء في الأدبيات العلمية على مدار العقود الماضية.